# Watchtower
Watchtower är ett amerikanskt progressiv metal/thrash metal-band bildat 1982. Deras debutalbum, Energetic Disassembly, släpptes 1985. Watchtower är relativt okänt för den bredare publiken trots att gruppen kan säga ha haft en viktig roll inom utvecklandet av den moderna progressiv metal-genren.

## Medlemmar
Nuvarande medlemmar
- Doug Keyser – basgitarr (1982–1990, 1999– )
- Rick Colaluca – trummor (1982–1990, 1999– )
- Ron Jarzombek – gitarr (1987–1990, 1999– )
- Alan Tecchio – sång (1989–1990, 2010, 2015– )

Tidigare medlemmar
- Billy White – gitarr (1982–1986)
- Jason McMaster – sång (1982–1988, 1999–2009)
- Travis Allen – sång (1982)
- Mike Soliz – sång (1988–1989)
- Scott Jeffreys – sång (1990)

## Diskografi
Demo
- 1984 – Meltdown
- 1987 – Demo 1987
- 1987 – Instruments of Random Murder

Studioalbum
- 1985 – Energetic Disassembly
- 1989 – Control and Resistance

EP
- 2016 – Concepts of Math: Book One

Singlar
- 2010 – "The Size of Matter"
- 2015 – "Arguments Against Design"
- 2015 – "M-Theory Overture"
- 2015 – "Technology Inaction"

Samlingsalbum
- 2002 – Demonstrations in Chaos

Video
- 2000 – Live!! (VHS)